# Espen Lind
Espen Lind (Oslo, 13 mei 1971) is een Noorse zanger, songwriter en producer.

## Biografie
Espen Lind werd geboren in Oslo. Toen hij vijf jaar oud was, verhuisde zijn familie naar Tromsø in Noord-Noorwegen.
Op zijn vijftiende ging hij in een opnamestudio werken. In 1993 verhuisde hij naar Los Angeles. Twee jaar later bracht hij onder de naam Sway zijn nummer Yum yum gimme some uit. Zijn debuutalbum, Mmm... Prepare to be swayed, verscheen in september 1995.
In 1996 kreeg hij een platencontract van Universal Music in New York. Een jaar later kwam zijn tweede album Red uit. De single When Susannah cries werd een hit in diverse Europese landen.
Zijn derde album This is popmusic, met de single Black Sunday, kwam in oktober 2000 op de markt. Het was een succes in Noorwegen, maar niet in de rest van Europa. Dit geldt ook voor zijn vierde album April (2005).
Daarna is hij ook nummers gaan schrijven. Zo schreef hij met Lene Marlin de Noorse liefdadigheidssingle Venn ("vriend") voor de slachtoffers van de tsunami in 2004, waarop onder andere Kurt Nilsen meedeed. Ook heeft hij onder meer voor Beyoncé en Atomic Kitten nummers geschreven.

## Discografie

### Albums
- 1995: Mmm... Prepare to be swayed
- 1997: Red
- 2000: This is popmusic
- 2005: April
- 2006: Hallelujah live (met Kurt Nilsen, Alejandro Fuentes & Askil Holm)
- 2008: Army of one
- 2009: Hallelujah live vol. 2 (met Kurt Nilsen, Alejandro Fuentes & Askil Holm)

#### Hitnoteringen
| Album met eventuele hitnotering(en) in de Nederlandse Album Top 100 | Datum van verschijnen | Datum van binnenkomst | Hoogste positie | Aantal weken | Opmerkingen |
| ------------------------------------------------------------------- | --------------------- | --------------------- | --------------- | ------------ | ----------- |
| Red                                                                 | 1997                  | 28-02-1998            | 50              | 5            |             |

| Album met hitnotering(en) in de Vlaamse Ultratop 200 albums | Datum van verschijnen | Datum van binnenkomst | Hoogste positie | Aantal weken | Opmerkingen |
| ----------------------------------------------------------- | --------------------- | --------------------- | --------------- | ------------ | ----------- |
| Red                                                         | 1997                  | 07-02-1998            | 31              | 6            |             |

### Singles (hitnoteringen)
| Single met eventuele hitnotering(en) in de Nederlandse Top 40 | Datum van verschijnen | Datum van binnenkomst | Hoogste positie | Aantal weken | Opmerkingen                             |
| ------------------------------------------------------------- | --------------------- | --------------------- | --------------- | ------------ | --------------------------------------- |
| Yum yum gimme some                                            | 1995                  | 19-08-1995            | tip15           | -            | als Sway                                |
| When Susannah cries                                           | 1997                  | 31-01-1998            | 10              | 11           | Alarmschijf / Nr. 10 in de Mega Top 100 |
| Where the lost ones go                                        | 2001                  | -                     |                 |              | met Sissel / Nr. 90 in de Mega Top 100  |

| Single met hitnotering(en) in de Vlaamse Ultratop 50 | Datum van verschijnen | Datum van binnenkomst | Hoogste positie | Aantal weken | Opmerkingen |
| ---------------------------------------------------- | --------------------- | --------------------- | --------------- | ------------ | ----------- |
| When Susannah cries                                  | 1997                  | 20-12-1997            | 2               | 17           |             |

- Bibsys: 90741623
- Bibliothèque nationale de France: cb141995171 (data)
- Gemeinsame Normdatei: 135070015
- International Standard Name Identifier: 0000 0000 5712 4849
- Library of Congress Control Number: n2010044442
- MusicBrainz: 75806efb-b691-4472-8484-e44e7f5d4770
- Nationale Bibliotheek van Tsjechië: xx0153124
- Nationale Bibliotheek van Israël: 987008816735105171
- Virtual International Authority File: 79946087
- WorldCat: E39PBJkMDX8BXYKh7y47CPQwmd